# Luca Dotto
Luca Dotto (Camposampiero (Padua), 18 april 1990) is een Italiaanse zwemmer.

## Carrière
Bij zijn internationale debuut, op de Europese kampioenschappen kortebaanzwemmen 2009 in Istanboel, strandde Dotto in de series van de 50 en de 100 meter vrije slag. Samen met Marco Orsi, Federico Bocchia en Filippo Magnini sleepte hij de bronzen medaille in de wacht op de 4x50 meter vrije slag.
Tijdens de Europese kampioenschappen zwemmen 2010 in Boedapest eindigde de Italiaan als vijfde op de 50 meter vrije slag en als achtste op de 100 meter vrije slag. Op de 4x100 meter vrije slag zwom hij samen met Marco Orsi, Luca Leonardi en Christian Galenda in de series, in de finale eindigden Orsi, Leonardi en Galenda samen met Filippo Magnini op de vierde plaats. In Eindhoven nam Dotto deel aan de Europese kampioenschappen kortebaanzwemmen 2010, op dit toernooi veroverde hij de bronzen medaille op de 100 meter vrije slag en eindigde hij als vijfde op de 50 meter vrije slag. Samen met Lucio Spadaro, Filippo Magnini en Marco Orsi legde hij, op de 4x50 meter vrije slag, beslag op de Europese titel. Op de wereldkampioenschappen kortebaanzwemmen 2010 in Dubai eindigde de Italiaan als zevende op de 100 meter vrije slag en als achtste op de 50 meter vrije slag, op de 4x100 meter vrije slag eindigde hij samen met Marco Orsi, Luca Leonardi en Filippo Magnini op de zesde plaats.
Tijdens de wereldkampioenschappen zwemmen 2011 in Shanghai sleepte Dotto de zilveren medaille in de wacht op de 50 meter vrije slag, op de 100 meter vrije slag eindigde hij op de zevende plaats. Samen met Marco Orsi, Michele Santucci en Filippo Magnini eindigde hij als vierde op de 4x100 meter vrije slag, op de 4x100 meter wisselslag werd hij samen met Mirco di Tora, Fabio Scozzoli en Marco Belotti uitgeschakeld in de series. In Szczecin nam de Italiaan deel aan de Europese kampioenschappen kortebaanzwemmen 2011. Op dit toernooi veroverde hij de zilveren medaille op de 100 meter vrije slag, op de 50 meter vrije slag eindigde hij op de vierde plaats. Samen met Marco Orsi, Federico Bocchia en Andrea Rolla werd hij Europees kampioen op de 4x50 meter vrije slag. Op de Wereldkampioenschappen kortebaanzwemmen 2012 in Istanboel eindigde Dotto vierde in de finale van de 100 meter vrije slag. Samen met Marco Orsi, Michele Santucci en Filippo Magnini behaalde Dotto ook zilver in de finale van de 4x100 meter vrije slag.
Op de Europese kampioenschappen kortebaanzwemmen 2013 in Herning behaalde het Italiaanse team, bestaande uit Federico Bocchia, Marco Orsi, Filippo Magnini en Luca Dotto, zilver op de 4x50 meter vrije slag. Samen met Marco Orsi, Silvia Di Pietro  en Erika Ferraioli zwom Dotto ook naar de zilveren medaille op de 4x100 meter vrije slag voor gemengde teams. Op de Wereldkampioenschappen kortebaanzwemmen 2014 behaalde het Italiaanse viertal Dotto, Marco Orsi, Filippo Magnini en Marco Belotti brons op de 4x50m vrije slag. Eerder dat jaar nam Dotto ook deel aan de Europese kampioenschappen zwemmen 2014. Samen met Luca Leonardi, Erika Ferraioli en Giada Galizi behaalde Dotto de Europese titel op de 4x100 meter vrije slag voor gemengde teams. Samen met Marco Orsi, Luca Leonardi en Filippo Magnini behaalde Dotto ook nog brons in de finale van de 4x100 meter vrije slag.
Tijdens de Wereldkampioenschappen zwemmen 2015 behaalde Dotto één bronzen medaille. Samen met Marco Orsi, Michele Santucci en Filippo Magnini eindigden ze derde in de finale van de 4x100 meter vrije slag. In 2016 behaalde Dotto een eerste Europese titel op een individueel nummer. Op de Europese kampioenschappen zwemmen 2016 was hij de snelste in de finale van de 100 meter vrije slag. Daarnaast behaalde Dotto nog twee zilveren medailles in de finales van de 4x100 meter vrije slag en de 4x100 meter slag voor gemengde teams. In de finale van de 4x200 meter vrije slag was het Italiaanse viertal goed voor een bronzen medaille.

## Internationale toernooien
| Jaar | Olympische Spelen                                                                      | WK langebaan | WK kortebaan | EK langebaan | EK kortebaan |
| ---- | -------------------------------------------------------------------------------------- | --- | --- | --- | --- |
| 2009 |                                                                                        | geen deelname | | | 22e 50m vrije slag · 24e 100m vrije slag · 4x50m vrije slag                                                                           |
| 2010 |                                                                                        | | 8e 50m vrije slag 7e 100m vrije slag 6e 4x100m vrije slag                                                                               | 5e 50m vrije slag 8e 100m vrije slag 4e 4x100m vrije slag Dotto zwom enkel de series                                                                                          | 5e 50m vrije slag · 100m vrije slag · 4x50m wisselslag                                                                                |
| 2011 |                                                                                        | 50m vrije slag · 7e 100m vrije slag · 4e 4x100m vrije slag · 11e 4x100m wisselslag                                          | | | 4e 50m vrije slag · 100m vrije slag · 4x50m vrije slag                                                                                |
| 2012 | 13e 50m vrije slag 22e 100m vrije slag 7e 4x100m vrije slag 14e 4x100 meter wisselslag | | 4e 100m vrije slag · 4x100m vrije slag                                                                                                  | geen deelname | 10e 50m vrije slag 4e 100m vrije slag 37e 50m vlinderslag 4e 4x50m vrije slag gemengd                                                 |
| 2013 |                                                                                        | 21e 50m vrije slag 8e 100m vrije slag 5e 4x100m vrije slag                                                                  | | | 13e 100m vrije slag · 9e 200m vrije slag · 4x50m vrije slag · 4x50 wisselslag · Dotto zwom enkel de series · 4x50m vrije slag gemengd |
| 2014 |                                                                                        | | 19e 50m vrije slag · 11e 100m vrije slag · 4x50m vrije slag · 4e 4x100m vrije slag · 9e 4x100m wisselslag · 4e 4x50m vrije slag gemengd | 12e 50m vrije slag · 5e 100m vrije slag · 4x100m vrije slag · 10e 4x100m wisselslag · 4x100m vrije slag gemengd                                                               | |
| 2015 |                                                                                        | 17e 50m vrije slag · 17e 100m vrije slag · 4x100m vrije slag · 5e 4x100m vrije slag gemengd · Dotto zwom enkel in de series | | | geen deelname |
| 2016 | 9e 50m vrije slag 13e 100m vrije slag 9e 4x100m vrije slag 11e 4x100m wisselslag       | | 6e 50m vrije slag 5e 100m vrije slag 9e 200m vrije slag DSQ 4x50m vrije slag gemengd                                                    | 6e 50m vrije slag · 100m vrije slag · 4x100m vrije slag · 4x200m vrije slag · DSQ 4x100m wisselslag · 4x100m vrije slag gemengd                                               | |
| 2017 |                                                                                        | 11e 50m vrije slag 22e 100m vrije slag DSQ 4x100m vrije slag 6e 4x200m vrije slag 5e 4x100m vrije slag gemengd              | | | 50m vrije slag · 100m vrije slag · 4x50m vrije slag · 4x50m wisselslag · 4x50m vrije slag gemengd                                     |
| 2018 |                                                                                        | | 11-16 december | 10e 50m vrije slag · 5e 100m vrije slag · 4x100m vrije slag · 9e 4x100m wisselslag · 4e 4x100m vrije slag gemengd · 4x100m wisselslag gemengd · Dotto zwom enkel in de series | |

## Persoonlijke records
Bijgewerkt tot en met 18 augustus 2018

### Kortebaan
| Afstand         | Tijd  | Datum            | Plaats     |
| --------------- | ----- | ---------------- | ---------- |
| 50m vrije slag  | 20,78 | 15 december 2017 | Kopenhagen |
| 100m vrije slag | 46,11 | 17 december 2017 | Kopenhagen |

### Langebaan
| Afstand         | Tijd  | Datum            | Plaats         |
| --------------- | ----- | ---------------- | -------------- |
| 50m vrije slag  | 21,84 | 11 augustus 2016 | Rio de Janeiro |
| 100m vrije slag | 47,96 | 21 april 2016    | Riccione       |